# 本影
本影指发光体（非点光源）所发出光线被非透明物体阻挡后，在屏幕（或其他物体）上所投射出来完全黑暗的区域。
此处发光体的光线完全被物体阻挡，而没有任何光线到达。
例如：月食的本影。